# Марсель-Бельсэнс
Марсе́ль-Бельсэ́нс (фр. Marseille-Belsunce) — кантон во Франции, находится в регионе Прованс — Альпы — Лазурный Берег, департамент Буш-дю-Рон. Входит в состав округа Марсель.
Код INSEE кантона — 1313. В кантон Марсель-Бельсэнс входит часть коммуны Марсель.
Население кантона на 2008 год составляло 29 565 человек.

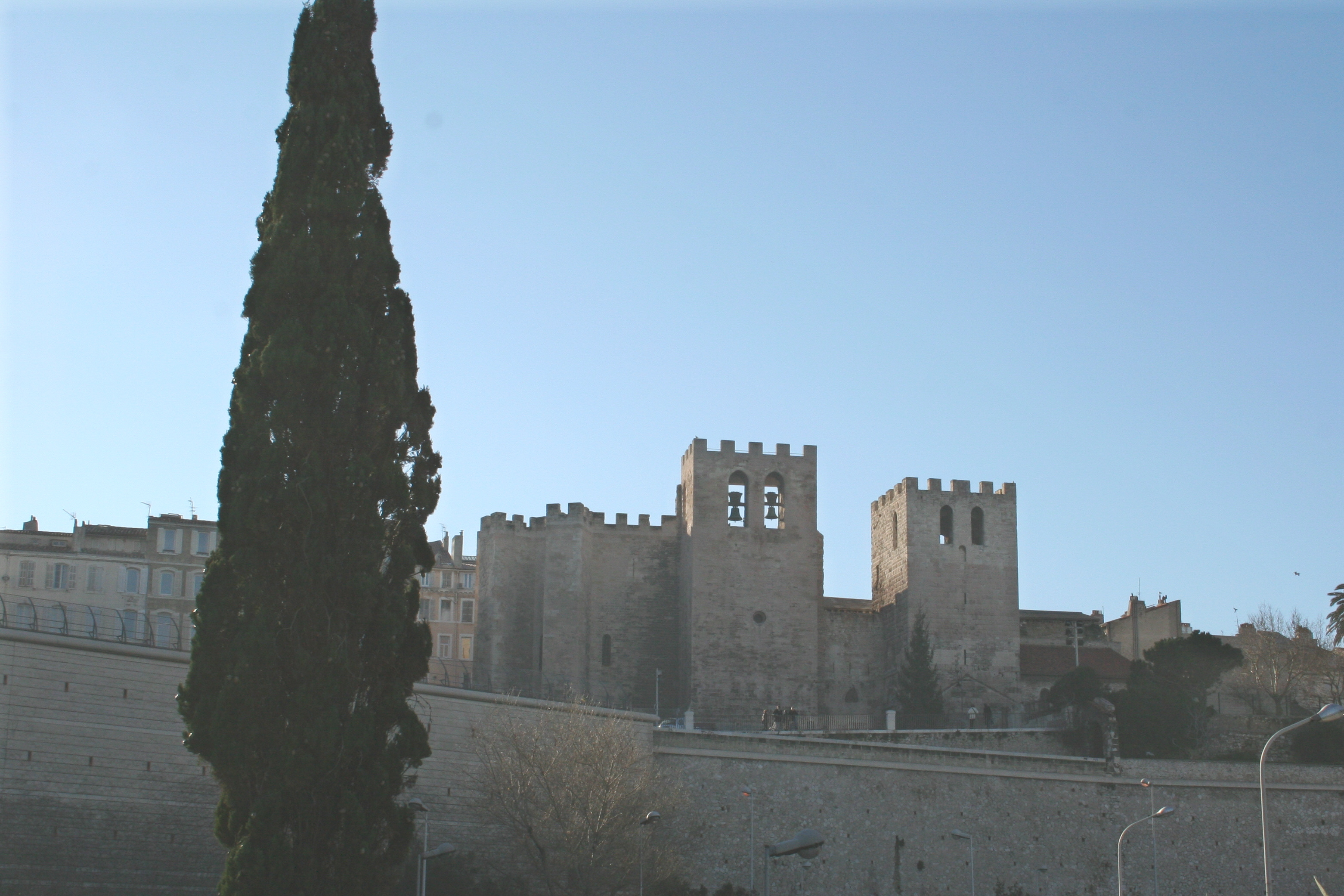
Аббатство Сен-Виктор. Северный фасад XI-XIV веков с видом на Старый порт.
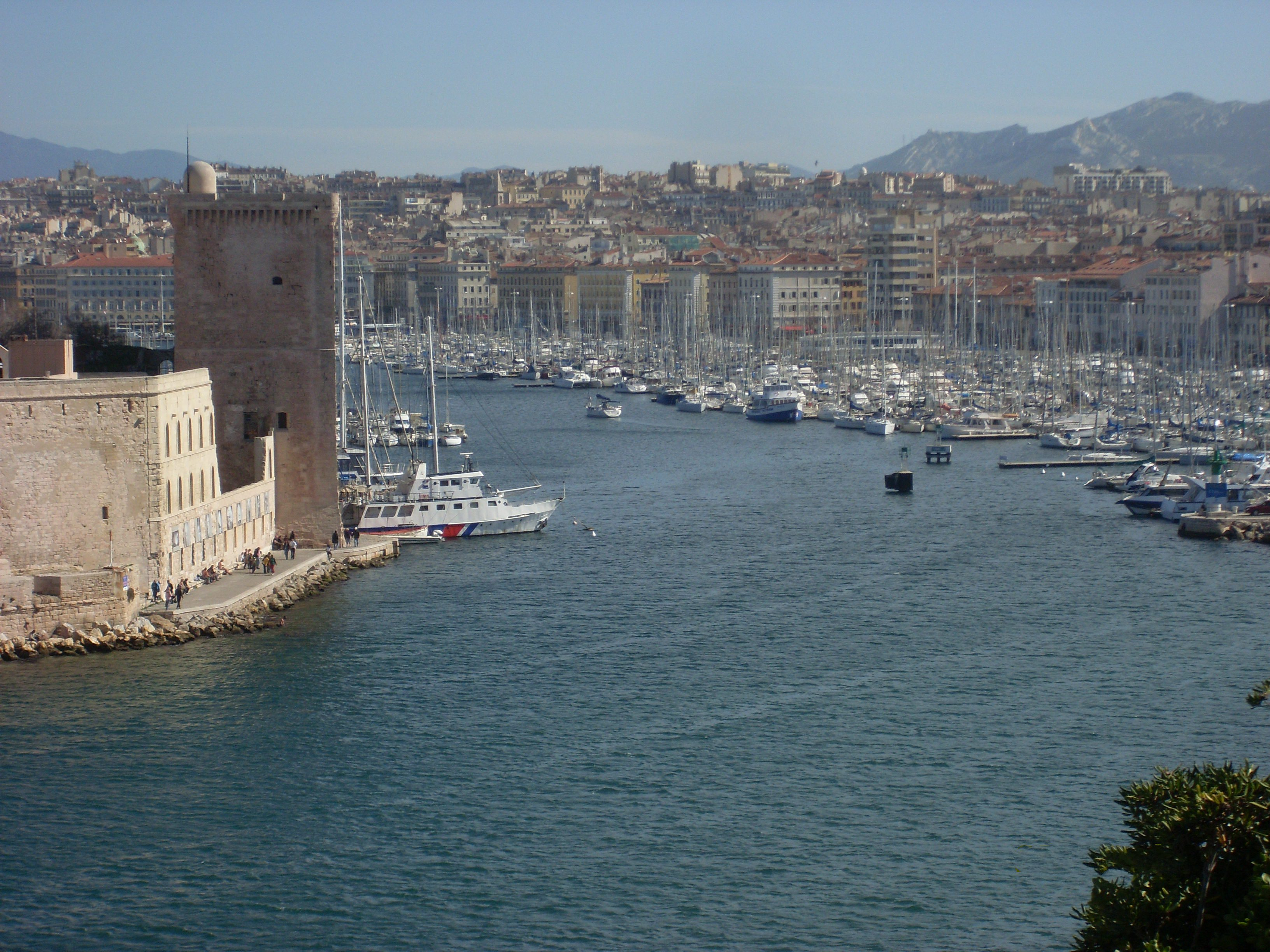
Старый порт Марселя. Вид из Фаро.